# Escuela Superior de Arte Dramático y Danza de Córdoba
La Escuela Superior de Arte Dramático y Danza de Córdoba está situada en el reformado palacio de los Fernández de Mesa, también conocido como palacio de las Quemadas, en la calle Blanco Belmonte de Córdoba (España).

## Historia
Integrada en la estructura del antiguo Conservatorio Superior de Música y Declamación, la Escuela Superior de Arte Dramático se remonta al año 1947 tras la creación de este tipo de estudios por parte de Miguel Salcedo Hierro. Este centro estuvo dedicado a la enseñanza teatral. Tras muchos esfuerzo realizados por su fundador, en el año 1981 se consigue el carácter autónomo de la propia escuela de arte dramático separándose del Conservatorio de Música. 
A partir de 1981 pasó a denominarse Escuela Superior de Arte Dramático y Danza, como centro unitario con el actual Conservatorio Profesional de Danza "Luis del Río", con el que comparte el edificio. En 1995 se produjo la separación de ambos, funcionando desde entonces independientemente. El 27 de marzo de 2007 la Escuela cambió su nombre a la actualmente oficial de Escuela Superior de Arte Dramático "Miguel Salcedo Hierro"

## Instalaciones
La Escuela cuenta con 16 aulas, dos salas de medios audiovisuales y un gimnasio, un Taller y varias aulas de dibujo e informática. Así mismo cuenta con un teatro profesional, capaz de albergar a 330 espectadores, que presenta escenario de 10 x 16 m de superficie y un peine situado a una altura de 13 metros.